# Kumulipo

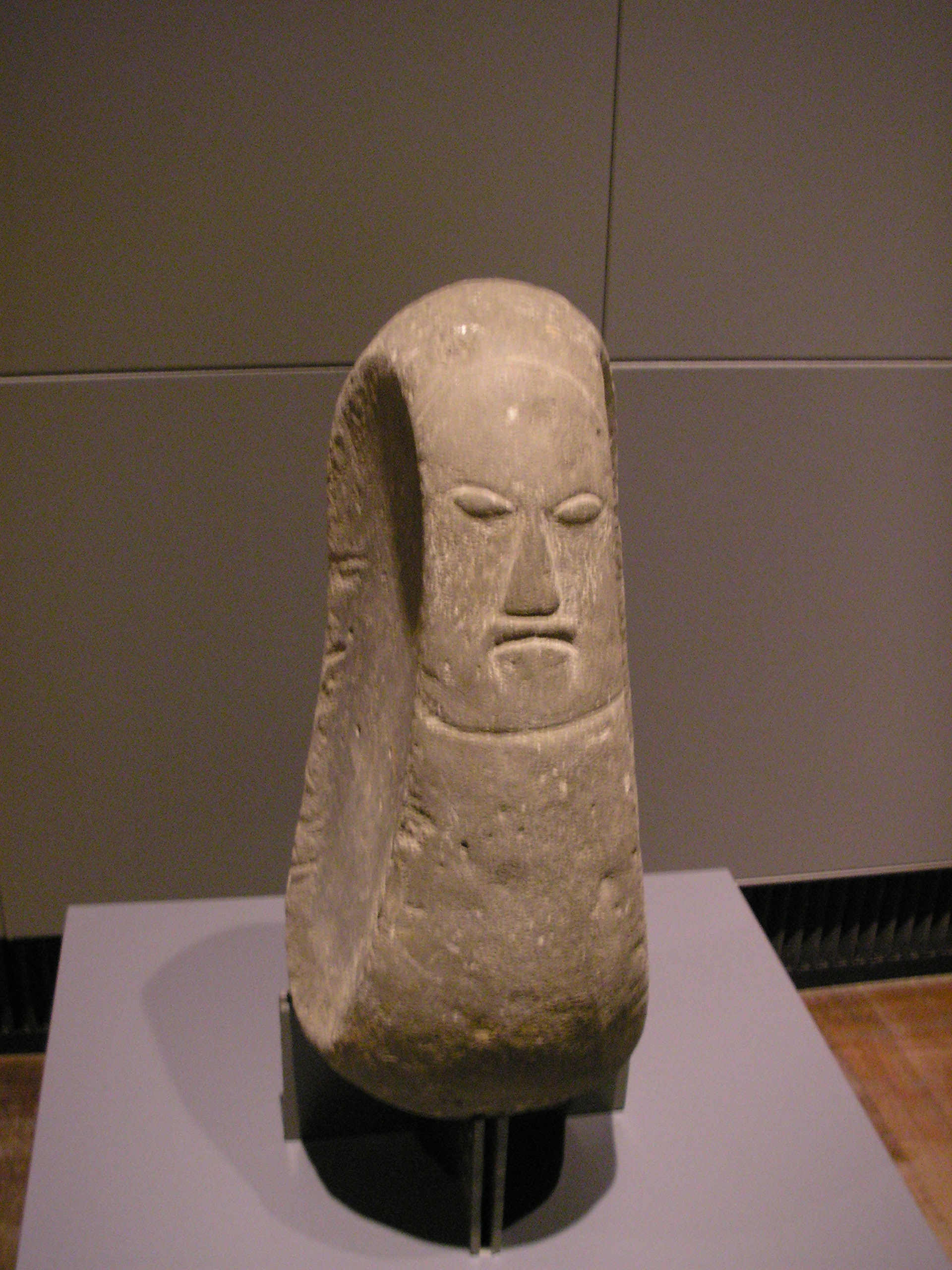
Figura, probablemente del dios hawaiano de las canoas. Colección Arning, 1887. Custudiado en el Ethnologisches Museum de Berlín.

En la antigua religión hawaiana, el Kumulipo es un poema épico, de más de dos mil líneas de código, que fue recitado de memoria por kahunas en importantes festivales y ceremonias. Algunas tradiciones de los maoríes son similares, al igual que los poemas de Tahití, las islas Marquesas, Tuamotu y Rapa Nui. 
La primera parte del Kumulipo es llamada po, la edad del espíritu. La Tierra puede o no existir, pero los acontecimientos descritos no tienen lugar en un universo físico. Las palabras muestran el desarrollo de la vida, ya que pasa por etapas similares como un niño. Finalmente, se llega a los primeros mamíferos. 
La segunda parte se titula ao y se demuestra por la llegada de la luz y de los dioses, que velan por la evolución de los animales hacia los primeros humanos. Después de esto viene una larga y compleja genealogía que va hasta finales del año 1700, cuando el Kumulipo fue recitado en honor del Capitán Cook (1779).